# Schefflera longipetiolata
Schefflera longipetiolata är en araliaväxtart som först beskrevs av Johann Baptist Emanuel Pohl och Dc., och fick sitt nu gällande namn av David Gamman Frodin och Pedro Fiaschi. Schefflera longipetiolata ingår i släktet Schefflera och familjen araliaväxter. Inga underarter finns listade.